# 萩原瑞生
萩原 瑞生（はぎわら みずき、1995年11月6日 - ）は、群馬出身の女子競輪選手。日本競輪選手会群馬支部所属、ホームバンクは前橋競輪場。日本競輪選手養成所第122期生。師匠は実父の萩原昌伸（51期）。順天堂大学卒業。

## 経歴
小学校高学年のときに陸上競技を始めた。陸上競技の強豪校群馬県立伊勢崎清明高等学校へ進学し、2012年第28回日本ジュニア陸上競技選手権大会兼第6回日本ユース陸上競技選手権大会では3段跳びで優勝するなど実績を残した。順天堂大学進学後は記録が伸び悩み、大学卒業後は帰郷し就職。スポーツ施設への就職を経て、サテライト前橋に勤めていたときにガールズケイリンのレースを観て自分もやりたくなり競輪選手を目指すこととなったという。
2021年1月14日、日本競輪選手養成所第122回適性試験に合格。在所競走成績は16位（2勝）。
2022年4月30日、松戸競輪場でデビューし5着。初勝利はまだない。